# Валоседан
Валоседан (Valosedan) — смесевой БАД на базе компонентов растительного происхождения в виде спиртовой настойки. 

## Общая информация
Комбинированный препарат. Успокаивающее средство, действующее подобно другим комплексным препаратам, содержащим седативные средства в сочетании с небольшими дозами барбитуратов (см. также Корвалол).
В Венгрии и Чехии производится из сухого экстракта шишек хмеля. По данным сайтов распространителей БАД данное средство якобы принято считать популярным на сегодняшний день.

## Состав
Содержит экстракта валерианы 0,3 г, настойки хмеля 0,15 г, настойки боярышника 0,133 г, настойки ревеня 0,83 г, барбитала натрия 0,2 г, спирта этилового 20 мл, воды дистиллированной до 100 мл.
Обладает успокаивающим и спазмолитическим действием. Мятное масло оказывает сосудорасширяющее действие на организм.

## Показания к применению
Применяют при неврозах и неврозоподобных состояниях, тревожность, тахикардия, кардиалгия, кишечная и желчная колика.

## Способ применения
По 1 чайной ложке 2—3 раза в день.

## Побочные действия
Может вызывать головокружение и сонливость.